# پیاسک (استان اشوی‌داشکسیه)
پیاسک (به لهستانی: Piasek) یک منطقهٔ مسکونی در لهستان است که در گمینا ستانپورکوو واقع شده‌است. پیاسک ۱۰۰ نفر جمعیت دارد.